# Iglesia de los Santos Apóstoles (Atenas)

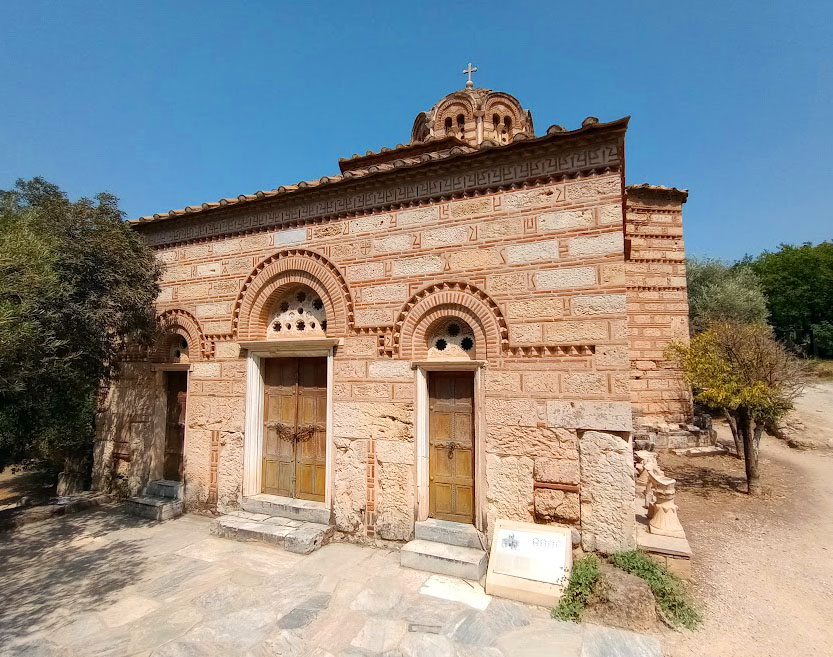
La iglesia de los Santos Apóstoles en el Ágora de Atenas

La Iglesia de los Santos Apóstoles, también conocida como Santos Apóstoles de Solaki ( en griego: Άγιοι Απόστολοι Σολάκη), se encuentra en el Ágora de Atenas, Grecia, junto a la Estoa de Átalo, y puede fecharse alrededor de finales del siglo X.

## Historia
"Solakis" puede ser el apellido de quienes patrocinaron la renovación de la iglesia en el período otomano, o de "Solaki" para la zona densamente poblada alrededor de la iglesia en el siglo XIX.
La iglesia es particularmente significativa como el único monumento en el Ágora, además del Templo de Hefesto, que ha sobrevivido intacto desde su fundación, y por su arquitectura: fue la primera iglesia significativa del período bizantino medio en Atenas, y marca el comienzo. del llamado "tipo ateniense", que combina con éxito las formas simples de cuatro pilares con las formas de cruz en cuadrado . La iglesia fue construida en parte sobre un ninfeo del siglo II y fue restaurada a su forma original entre 1954 y 1957.
A partir de la evidencia de diversas reparaciones y reconstrucciones, se pueden distinguir cuatro fases de construcción distintas. La planta original es una cruz con ábsides en cuatro lados y un nártex en el lado oeste, con cuatro columnas que sostienen una cúpula . El altar y el suelo eran originalmente de mármol . Los azulejos de las paredes exteriores tienen motivos decorativos de tipo cúfico.
Algunas pinturas murales que se conservan en el pasillo central datan del siglo XVII, y también se colocaron pinturas de iglesias cercanas en otras partes de la iglesia.
|                          |
| El interior de la cúpola |

|                         |
| Interior de la iglesia. |

|                                                                                  |
| Uno de los murales mostrando a dos santos pintado después del período bizantino. |